# روري إليسون
روري إليسون (22 أكتوبر 1980 في المملكة المتحدة - )  (بالإنجليزية: Rory Ellison)‏ هو لاعب كريكت بريطاني. لعب مع Essex Cricket Board ‏.